# Обсесивно-компульсивний розлад особистості
Обсеси́вно-компульси́вний ро́злад особи́стості (також ананкастний розлад особистості, англ. obsessive-compulsive personality disorder (OCPD); anankastic personality disorder) — розлад особистості, що, за визначенням Американської психіатричної асоціації, характеризується надмірною стурбованістю порядком, увагою до деталей, перфекціонізмом, особистісним контролем та потребою контролювати власне середовище за рахунок гнучкості, відкритості та ефективності. Особи з цим розладом можуть часто приділяти велику кількість уваги роботі та жертвувати дружніми стосунками й відпочинком.
Належить до тривожного кластера розладів особистості.

## Ознаки
Обсесивно-компульсивний розлад особистості відрізняється від обсесивно-компульсивного розладу, який належить до категорії неврозів. При цьому обидва розлади мають деякі спільні ознаки — ритуалістична (компульсивна) поведінка, схильність до порядку, потреба в організації, накопичення непотрібних речей. Але відмінністю є власне ставлення людини до подібної поведінки — людина з обсесивно-компульсивним неврозом виконує компульсивні дії не за власним бажанням, а для заспокоєння тривоги, тоді як людина з розладом особистості вважає їх раціональними та правильними.
Для людини з цим розладом особистості дії та переконання інших часто є поляризованими («правильними» або «неправильними»), що призводить до проблем в міжособистісних стосунках. Незадоволення людини діями інших часто переростає в гнів. Люди з обсесивно-компульсивним розладом особистості часто є песимістами та схильні до депресії, в тому числі клінічної. Іноді це призводить до ризику самогубства.

## Причини
Дослідниками попередньо визначено деякі генетичні та середовищні фактори, що спричиняють обсесивно-компульсивний розлад особистості. З генетичної точки зору, люди з певною формою гена DRD3 з високою ймовірністю страждатимуть та розлад та депресію, особливо чоловіки. Але часто навіть за наявності форми гена розлад починає розвиватися не сам по собі, а під впливом зовнішніх факторів, зокрема, дитячих чи інших психологічних травм.
З точки зору середовищних факторів, обсесивно-компульсивний розлад особистості є засвоєною поведінкою.

## Діагностика

### DSM-5
Каталог DSM-5 визначає обсесивно-компульсивний розлад особистості за наявністю принаймні чотирьох ознак з перерахованих:

1. Людина стурбована деталями, списками, правилами, порядком та організаційними моментами, що може навіть призводити до втрати суті завдання.
2. Виявляє перфекціонізм, що заважає виконанню завдання (наприклад, не є здатною завершити проект через невідповідність власним високим вимогам).
3. Надмірно віддана роботі, через що може жертвувати відпочинком та дружніми стосунками (за винятком причин, пов'язаних із фінансовими проблемами).
4. Має негнучні та тверді погляди на питання моралі, етики та цінностей (за винятком причин, пов'язаних із культурою чи релігією).
5. Нездатна позбутися непотрібних предметів, навіть коли вони не мають суттєвої цінності.
6. Неохоче доручає завдання іншим чи співпрацює з іншими, якщо вони, на її думку, роблять речі неправильно.
7. Неохоче витрачає гроші на себе та на інших; може розглядати гроші як щось необхідне для накопичення на випадок катастрофи.
8. Виявляє непохитність та надмірну наполегливість.

Ознаки повинні виявлятися в багатьох життєвих контекстах та до періоду раннього дорослішання.

### МКХ-10
Каталог МКХ-10, укладений ВООЗ, визначає обсесивно-компульсивний розлад особистості за наявністю трьох ознак із перерахованих:
- почуття надмірного сумніву чи уважності;
- стурбованість деталями, правилами, списками, порядком, організацією чи розкладом;
- перфекціонізм, що шкодить виконанню завдання;
- надмірна добросовісність, скрупульозність та непомірна стурбованість продуктивністю на шкоду власному відпочинку та взаємостосункам;
- надмірна педантичність та прив'язаність до суспільних норм;
- твердість та непохитність;
- нераціональна наполегливість на тому, щоб інші виконували роботу так само, як і він; або ж необґрунтоване небажання дозволяти іншим виконувати роботу;
- наявність нав'язливих думок чи імпульсів.

Включає:
- компульсивну та обсесивну (одержиму) особистість;
- обсесивно-компульсивний розлад особистості;

Виключає:
- обсесивно-компульсивний розлад (невроз).

## Лікування

### Психотерапія
- Психодинамічна психотерапія. Цей підхід заснований на розумінні психологічних факторів, що лежать в основі розладу особистості, включаючи роль дитинства, родинної динаміки та несвідомих процесів. Психодинамічна психотерапія може включати різні методи, такі як психоаналіз, психодинамічну психотерапію, психотерапію глибинного розуміння та інші.
- Когнітивно-поведінкова терапія (КПТ). Цей підхід зосереджений на ідентифікації та зміні негативних думок, переконань та поведінкових зразків, які можуть сприяти розвитку та підтримці ананкастного розладу особистості. КПТ може включати тренінг в управлінні стресом, навичках соціальної взаємодії, експозиційні техніки та інші стратегії.
- Групова терапія. Може бути корисною для людей з ананкастним розладом особистості, оскільки вона може надати можливості для розвитку соціальних навичок, взаємодії з іншими людьми та емоційної підтримки. Групова терапія може включати різні підходи, такі як когнітивно-поведінкова групова терапія, психодинамічна групова терапія та інші.
- Психоосвіта та навчання навичкам. Можуть бути важливим компонентом терапевтичного підходу для ананкастного розладу особистості. Це може включати відпрацювання зі спеціалістом навичок саморегуляції, розвитку соціальних навичок, взаємодії з іншими людьми та інших корисних стратегій.

Остаточний вибір психотерапевтичного підходу залежить від конкретних потреб та вимог кожного пацієнта, тому важливо проконсультуватися з професійним психотерапевтом або психіатром.

### Медикаменти
- Антидепресанти. Препарати з класу антидепресантів, такі як селективні інгібітори зворотного захоплення серотоніну (СІЗЗС) або селективні інгібітори зворотного захоплення серотоніну та норепінеприну (СІЗЗСН), можуть використовуватись для зменшення симптомів депресії, тривоги та напруги, які можуть бути пов'язані з ананкастним розладом особистості.
- Анксіолітики. Препарати з класу анксіолітиків, такі як бензодіазепіни, можуть використовуватись для зменшення тривоги та напруги, які можуть бути притаманні ананкастному розладу особистості. Проте використання бензодіазепінів має бути обмеженим через ризик розвитку залежності та інших побічних ефектів.
- Антипсихотичні препарати. В деяких випадках антипсихотичні препарати можуть бути використані для лікування симптомів ананкастного розладу особистості, таких як різні види обсесій та компульсій. Проте вони зазвичай застосовуються в більш важких випадках розладу та мають свої обмеження використання через побічні ефекти.
- Інші препарати. Деякі інші класи препаратів, такі як стабілізатори настрою, антиконвульсанти та інші медикаменти можуть бути використані в окремих випадках для лікування супутніх симптомів ананкастного розладу особистості, таких як настроєві розлади, епізоди гніву, сильна тривога, агресивність та інші психіатричні симптоми.

Важливо зазначити, що лікування ананкастного розладу особистості має бути комплексним і індивідуалізованим, і вибір конкретних медикаментів, їх дозування та тривалість застосування має здійснювати кваліфікований медичний фахівець, такий як психіатр або психотерапевт. Перед початком будь-якого лікування слід звернутися до медичного фахівця для детальної оцінки стану та встановлення оптимального плану лікування на основі індивідуальних особливостей пацієнта.

## Епідеміологія
Поширеність розладу становить від 2 % до 8 %, більшість серед яких — чоловіки.